# Big (film)
Pour les articles homonymes, voir Big.
 (juillet 2024).
Si vous disposez d'ouvrages ou d'articles de référence ou si vous connaissez des sites web de qualité traitant du thème abordé ici, merci de compléter l'article en donnant les références utiles à sa vérifiabilité et en les liant à la section « Notes et références ».
Pour plus de détails, voir Fiche technique et Distribution.
Big (littéralement « Grand »), ou Petit bonhomme au Québec, est un film américain réalisé par Penny Marshall, sorti en 1988.

## Synopsis

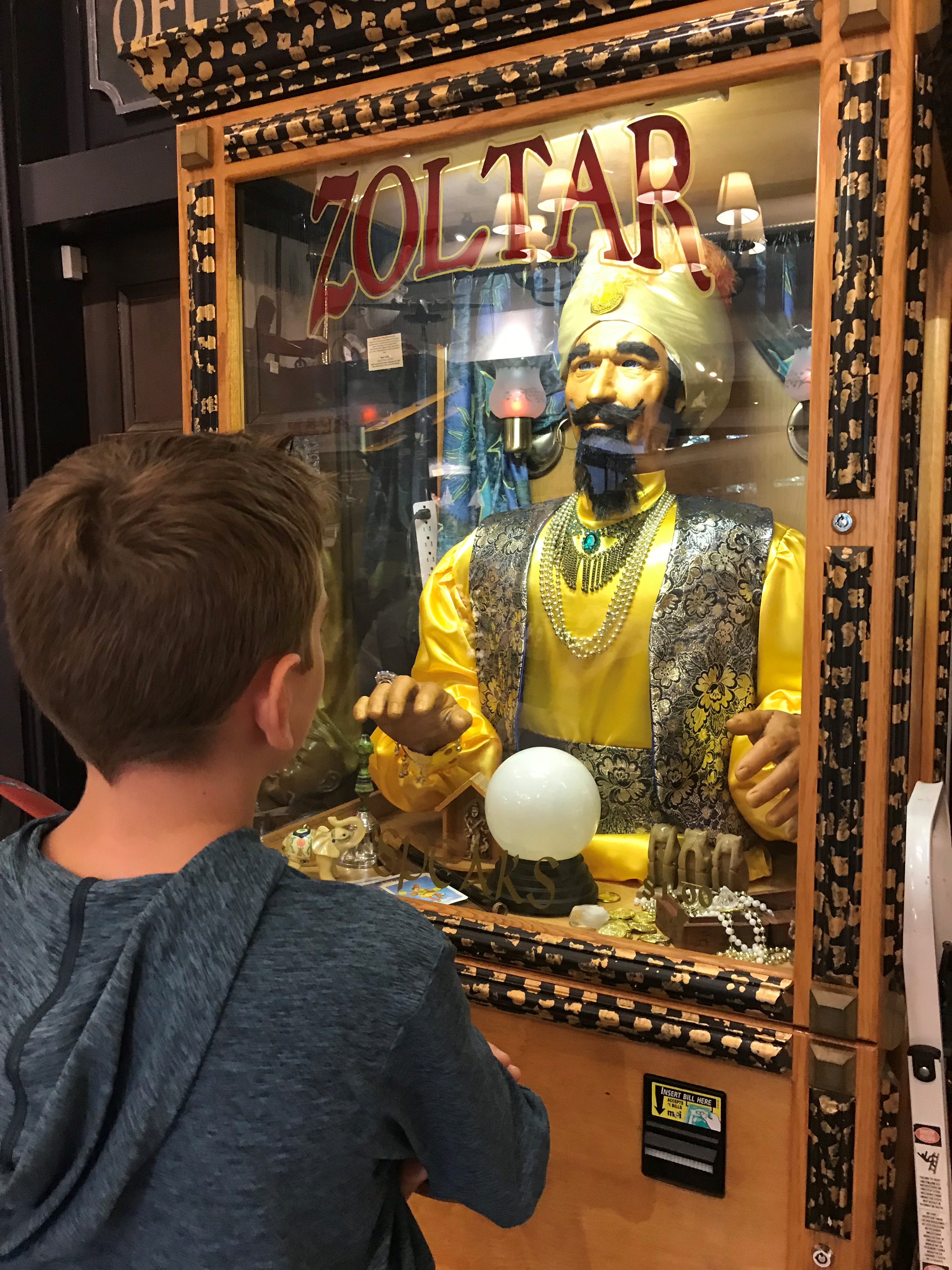
Une machine inspirée par celle visible dans le film

Lors de la fête foraine de sa ville, Joshua « Josh » Baskin ne peut pas monter dans une attraction car il est trop petit en taille. Il doit donc laisser Cynthia, dont il est épris, faire l'attraction avec un garçon plus grand. Il commence alors à errer dans la fête d'un air désespéré. Soudain, son attention se fige sur une machine étrange dans laquelle un robot demande de mettre une pièce, il suit ses ordres puis le robot lui demande de faire un vœu, Josh lui dit qu'il veut devenir plus grand. Une carte sort : il la retourne, il est inscrit : « votre vœu est exaucé ».
Le lendemain, Josh se réveille et constate qu'il est devenu, physiquement, adulte. Très troublé par ce qu'il lui arrive, il décide de retourner sur les lieux de la fête foraine afin de revenir sur son voeu, mais cependant il découvre que celle-ci a plié bagages. Il va alors parler à son meilleur ami, Billy, car sa mère l'a rejeté, l'ayant pris pour un ravisseur. L'ayant reconnu, Billy l'accompagne donc à New York et lui dit de chercher du travail, le temps de retrouver la mystérieuse machine.
Josh commence alors à apprendre à devenir un homme tout en restant intérieurement le jeune garçon qu'il était quelques jours auparavant. Il trouve un emploi dans une entreprise multinationale vendant des jouets. Quant à son ami Billy, il vient lui rendre visite après l'école pour l'aider à retrouver la machine. Travaillant dans un premier temps comme simple employé de l'entreprise, il rencontre par hasard son patron alors qu'il était en train de s'amuser dans les rayons du magasin pour lequel il travaille. Celui-ci remarque immédiatement l'esprit enfantin et créatif de Josh avec qui il va nouer des liens d'amitié. Ainsi, le jeune homme est propulsé en haut de l'entreprise, ayant pour rôle de tester et proposer de nouvelles idées de jouets.
Une de ses collègues, Susan, qui elle aussi a un rôle haut placé, est captivée par le personnage de Josh. Peu à peu, elle se rapproche de ce dernier, tombant progressivement amoureuse. Dans un premier temps insensible aux approches de Susan, Josh ouvre les yeux et se rend compte de l'affection qu'il lui porte. Échangeant un baiser au cours d'une soirée à deux, ils entretiennent désormais une relation. C'est alors que ces derniers commencent à vivre ensemble et Josh semble oublier son meilleur ami et sa quête pour retrouver la machine. Mais un jour, Billy revient et lui annonce qu'il a retrouvé la machine. En pleine hésitation, Josh se sent de plus en plus mal dans sa peau et souhaite redevenir le jeune garçon qu'il était, loin des tracas du monde adulte. Sans rien dire à Susan, il part alors en quête du robot. Partie pour le retrouver, Susan arrive alors trop tard, le vœu est exaucé. Quelques heures plus tard, elle le ramène chez lui et Josh redevient sous ses yeux l'enfant d'autrefois, après lui avoir fait ses adieux. Ainsi, sa vie reprend alors son cours normal.

## Fiche technique
Sauf indication contraire, les informations mentionnées dans cette section peuvent être confirmées par la base de données cinématographiques IMDb,  présente dans la section « Liens externes ».
- Titre : Big
- Titre québécois : Petit bonhomme
- Réalisation : Penny Marshall
- Scénario : Gary Ross et Anne Spielberg
- Musique : Howard Shore
- Photographie : Barry Sonnenfeld
- Montage : Barry Malkin
- Générique : Saul Bass
- Production : Robert Greenhut, Juliet Taylor, Anne Spielberg et James L. Brooks
- Société de distribution : Twentieth Century Fox, Gracie Films, American Entertainment Partners II L.P.
- Budget : 18 000 000 $ (estimation)
- Pays de production : États-Unis
- Langue originale : anglais
- Format : couleurs (De Luxe) - 1,85:1 - son Dolby
- Genre : comédie et fantastique
- Durée : 104 minutes (version initiale) ou 130 minutes (version longue)
- Dates de sortie : 
  - États-Unis : 3 juin 1988
  - France : 10 août 1988

## Distribution
Sauf indication contraire, les informations mentionnées dans cette section peuvent être confirmées par la base de données cinématographiques IMDb,  présente dans la section « Liens externes ».
- Tom Hanks (VF : Christian Bénard) : Joshua « Josh » Baskin
- Elizabeth Perkins (VF : Béatrice Bruno) : Susan
- Robert Loggia (VF : Roland Ménard) : MacMillan
- John Heard (VF : Jacques Feyel) : Paul
- Jared Rushton : Billy Kopecki
- David Moscow : Josh à 13 ans
- Jon Lovitz (VF : Mario Pecqueur) : Scotty Brennen
- Mercedes Ruehl (VF : Dany Laurent) : Mme Baskin
- Josh Clark (VF : Bernard Jourdain) : M. Baskin
- Kimberlee M. Davis (VF : Hélène Chanson) : Cynthia Benson
- Oliver Block : Freddie Benson
- Erika Katz : l'amie de Cynthia
- Allan Wasserman : le professeur de gym
- Mark Ballou (VF : Ludovic Baugin) : Derek

## Production
Le film est tourné du 10 août 1987 au 29 octobre 1987, principalement à New-York et dans l'État du New Jersey.
Il est envisagé que John Landis réalise le film, mais il décline en raison de ses engagements sur le film Un prince à New York.

## Accueil
Le film a été un succès.
Aux États-Unis, le film a totalisé 114 968 774 dollars de recettes (4e plus gros succès au box-office de l'année 1988), et 151 668 774 dollars dans le monde pour un budget estimé de 17 millions de dollars.

## Distinctions

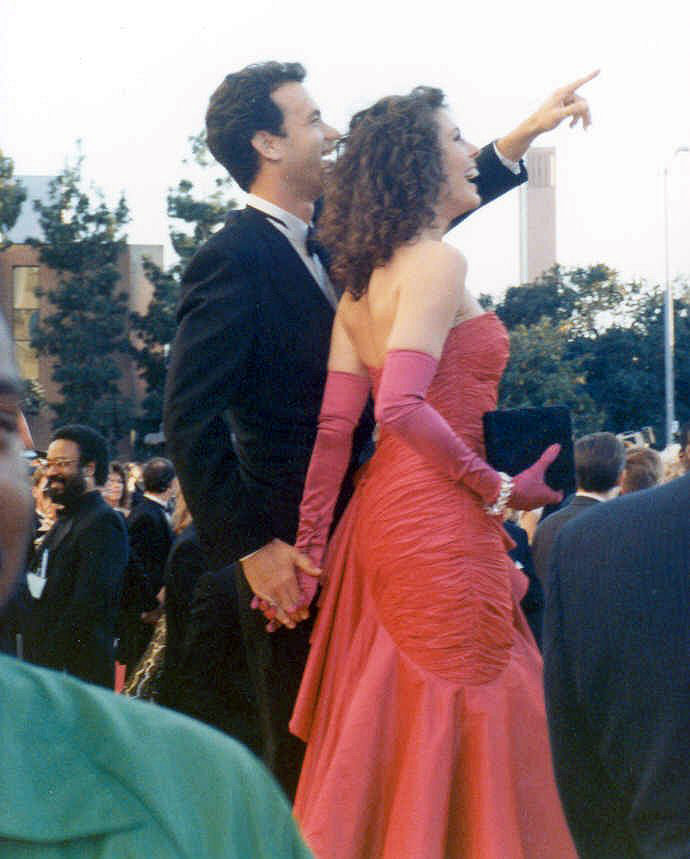
Rita Wilson et Tom Hanks à la des Oscars, en 1989.

Sauf indication contraire, les informations mentionnées dans cette section peuvent être confirmées par la base de données cinématographiques IMDb,  présente dans la section « Liens externes ».

### Récompenses
- Golden Globes 1989 : meilleur acteur dans une comédie pour Tom Hanks

### Nominations
- Golden Globes 1989 : meilleur film musical ou comédie
- Oscars 1989 :
  - Meilleur acteur pour Tom Hanks
  - Meilleur scénario original pour Gary Ross et Anne Spielberg

## Autour du film

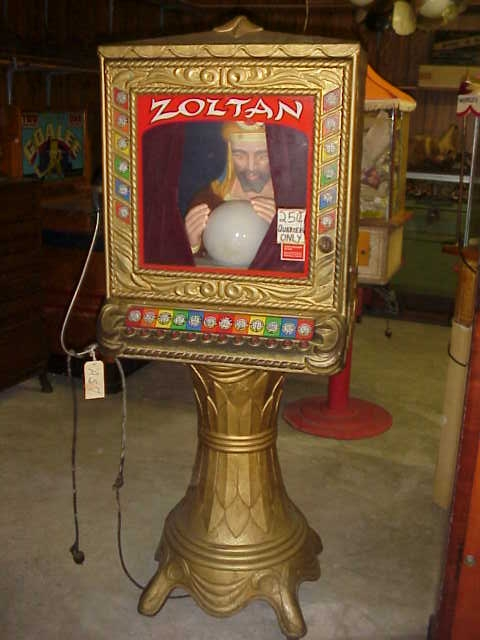
Une machine Zoltan qui a inspiré le Zoltar Speaks du film (littéralement « Zoltar parle »).

Le film dépeint une transformation directe de l'enfance vers l'âge adulte. Lorsque Josh se réveille physiquement plus grand, il conserve l'âme de ses treize ans puis, au fil de son aventure, devient progressivement adulte en trouvant un travail, en gravissant un échelon important et en entamant une relation amoureuse avec une trentenaire, au point finalement de négliger son ami Billy et ses activités amusantes.
Habitué jusque-là aux rôles de gangsters, Robert Loggia délivre ici une autre facette en interprétant le sympathique PDG MacMillan.
La version française prend quelques libertés par rapport à la version originale. Ainsi, lorsque Billy offre à Josh un repas d'anniversaire, il lui chante Happy Birthday to you au moment de l'arrivée du gâteau. Si dans la VO il interprète les paroles telles quelles, il modifie les deux dernières dans la VF : « T'as des bougies en trop, Josh. Ça te fait vingt ans de trop. ».
La scène où Josh révèle la vérité à Susan sur sa personnalité semble comporter une petite incohérence chronologique. Josh précise qu'il a treize ans et que son anniversaire était la veille. Or, selon les événements qui suivent le repas offert par Billy à la pizzeria (première sortie avec Susan ; dîner chez les amis dont le fils a des difficultés en mathématiques ; réunion des cadres pour un nouveau projet de jouet ; réaménagement du bureau de Josh), plusieurs jours ont dû s'écouler avant que Josh ne dise tout à Susan.
On peut relever un autre petit anachronisme dans le film mais seulement dans la version originale. Lorsque Josh, devenu grand, tente de convaincre sa mère que c'est bien lui, il précise à cette dernière qu'il est né le 3 novembre dans la VO (cette phrase n'a pas été traduite dans la VF). Plus tard, l'avis de recherche placardé sur le carton de lait, dont Susan se sert, indique que Josh est né le 20 janvier 1975. Cependant, il serait plus logique que le 3 novembre soit la bonne date car à la fin, quand Susan ramène Josh chez lui (soit quelques jours après son anniversaire), la couleur des arbres de la rue prouve que l'action se passe en automne.
Penny Marshall est devenue avec ce long métrage la première femme à réaliser un film ayant franchi la barre des 100 millions de dollars de recettes sur le sol américain.
Le passage où l'on voit Josh et Billy discuter à pied sur la route a été utilisé deux fois mais en deux prises différentes : une première fois durant le générique du début et une seconde fois en guise de fermeture du film avant que le générique de fin ne démarre. Détail particulier, on peut apercevoir une même figurante traverser en arrière plan sur les deux prises.

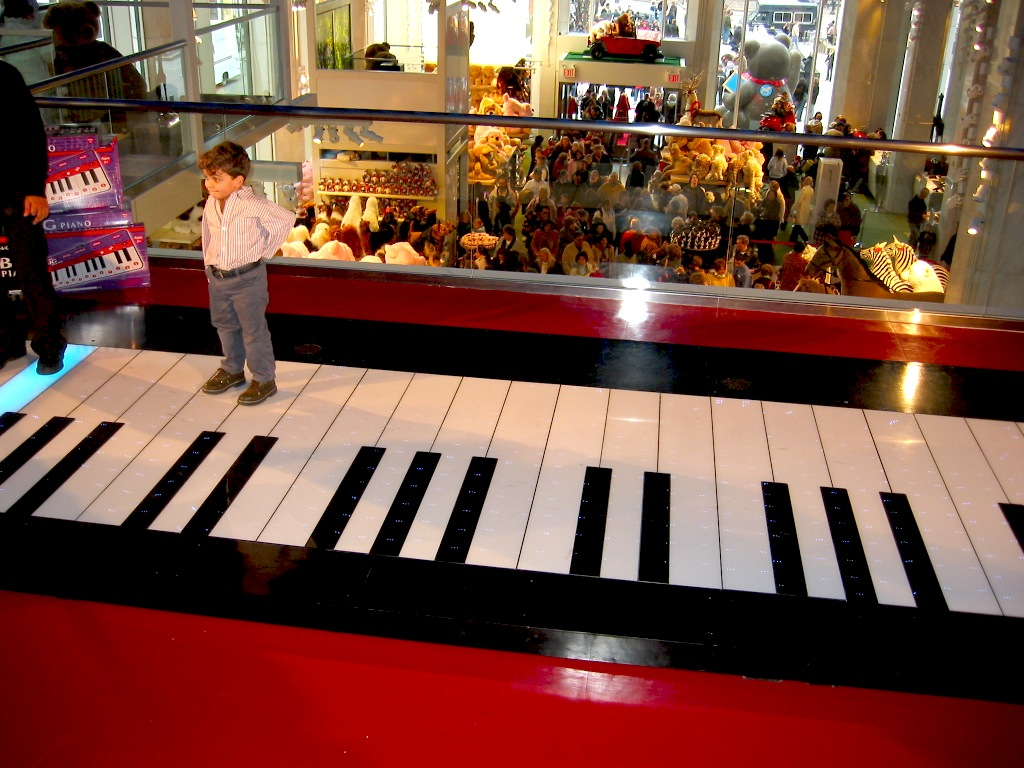
Un piano géant chez FAO Schwarz, sur la Cinquième Avenue à New York en 2004

La scène la plus célèbre du film montre Tom Hanks et Robert Loggia glisser sur les gigantesques touches du piano de la chaîne de magasins de jouets FAO Schwartz — un walking piano de trois octaves, long de cinq mètres — conçu spécialement pour le film. Pendant près de trois minutes, les deux acteurs reproduisent les chansons Heart and Soul de Hoagy Carmichael et la valse Chopsticks en sautillant sur les touches dessinées sur le sol de l’enseigne, devant un parterre de badauds admiratifs. Cette scène a demandé un gros travail de mémorisation. Elle a été ensuite maintes fois reprise et parodiée.
Dans une interview pour le site de divertissement américain The A.V. Club en 2011, Robert Loggia revenait sur le tournage de cette scène mythique. L'acteur confiait qu’à l’origine, des doublures avaient été engagées. « Quand nous sommes arrivés sur le plateau nous avons vu, Tom et moi, qu’il y avait deux types habillés comme nous, déclarait-il à l'époque. Ils étaient là pour tourner la scène à notre place, la caméra devait filmer leurs pieds. Nous avons trouvé ça ridicule. On leur a dit d’aller faire un tour. Du coup, nous avons été filmés en entier, ce qui a rendu la scène d’autant plus culte. On a assuré toute la danse tous les deux. [...] Ça n’a pas pris longtemps à tourner, vraiment. Nous n’avons fait qu’une seule prise. »
Tom Hanks a rejoué la fameuse scène à l'occasion d’un passage dans le talk-show anglais de Jonathan Ross, The Jonathan Ross Show sur ITV1, le 12 octobre 2013. Accompagné de Sandra Bullock, sa co-star dans le drame Extrêmement fort et incroyablement près de Stephen Daldry, les deux comédiens ont tenté de reproduire quelques pas de danse exécutés dans la célèbre séquence.
Le piano, toujours visible aujourd'hui, est devenu l'attraction incontournable de tous les clients de FAO Schwartz, qui n'hésitent pas à l'essayer à l'occasion.